# Qasr al-Chair al-Sharqi

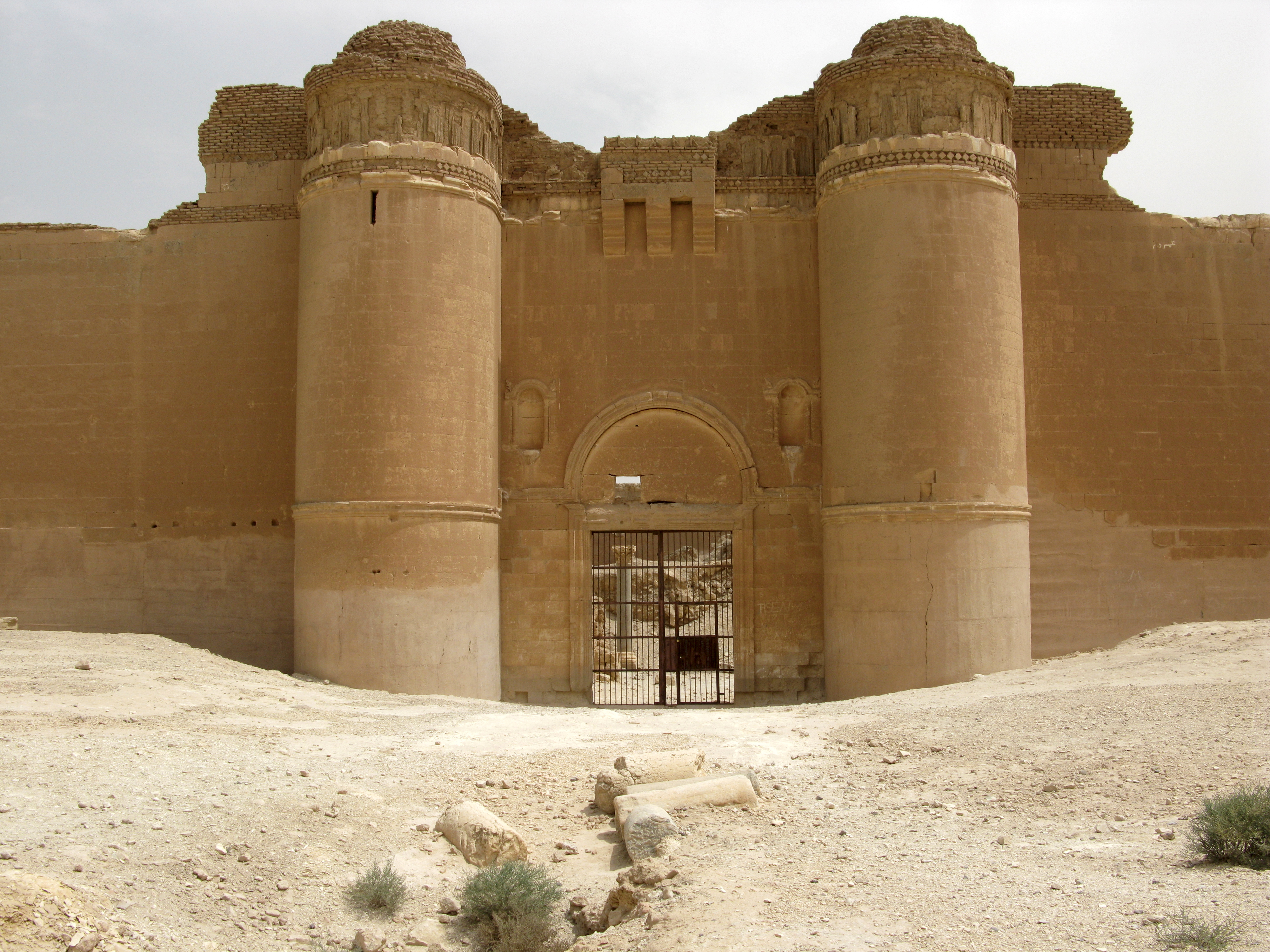
Qasr al-Chair al-Sharqi

Qasr al-Chair al-Sharqi (diverse spellingsvarianten komen voor) is een kasteel in Syrië. Het is, samen met het Qasr al-Chair al-Garbi, gebouwd door Hisham, een kalief van de Omajjaden. Het gebouw werd rond 727 - 729 gebouwd. Het gebouw heeft, net als veel andere bouwwerken van de Omajjaden, kenmerken die we ook in de Byzantijnse architectuur terugvinden.
Het werd gebruikt om de bewegingen van de bedoeïenen te volgen. Ook werd het als 'jachtkasteel' gebruikt.